# Új-Zéland vasúti közlekedése
Új-Zélandon vasutak kizárólag az Északi- és Déli-szigeten találhatók. A vasúti hálózat hossza 4128 km, ebből 506 km villamosított. A teljes hálózatot tekintve az új-zélandi a világ 44. leghosszabb vasúthálózata. A hálózat teljes hosszában keskeny nyomtávolságú (1067 mm). Érdekesség: A világ legdélibb vasúti állomása Új-Zélandon, a Déli-sziget egyik legdélibb városában, Bluffban van, a kikötő melletti tehervasúti állomás.[forrás?]
Nemzeti vasúttársasága a KiwiRail.